# Bandeira de Osasco
A bandeira de Osasco foi instituida pela lei ordinária 874, de 17 de outubro de 1969. É de autoria do heraldista Arcino de Peixoto Faria. 
Esquartelada em cruz, sendo os quartéis das tralhas verdes e os da ponta vermelha, separados ao centro por uma 
faixa larga branca, carregada em abismo ao Brasão Municipal, de onde partem as faixas laterais estreitas dividindo os quartéis.